# Clan 537
 (avril 2017).
Le groupe Clan 537 est né à la fin de l'an 2001 dans une discothèque proche de La Havane.
En peu de mois le groupe s'est transformé en un véritable phénomène musical et social, sans aucune promotion en radio ou télévision, mais simplement grâce aux concerts et aux enregistrements pirates, le titre Quién tiró la tiza a conquis toute l'île de Cuba.
Sa popularité se propagea aux États-Unis et en Europe, pour l'attrait de sa musique et de ses textes universels.
Le style musical de Clan 537, est un mélange de pop, de R'n'B et de hip-hop avec une façon originale de fusionner les rythmes cubains et internationaux. Certains de leurs titre actuels sont du pur reggaeton.
Leur musique est divertissante et tintée d'humour.
De ces mélanges sont nés Fiestas et Que te pasa. 
La plupart des titres ont un fort impact social, et véhiculent un message positif.
Ces chansons sont une photographie de la vie du "barrio" (quartier) et de la vie des sociétés modernes au niveau mondial : religion, drogue, discriminations sociales et ethniques, délinquance et pertes des principes et des valeurs humaines. CLAN 537 a été nommé pour les Grammy 2003 comme meilleur groupe pop.
Les nombreux concerts sur toute l'île de Cuba sont devenus un évènement pour la population locale et étrangère. Les chansons de Clan 537 passent sur les ondes des radios cubaines, et sur la télévision nationale cubaine : Cubavision.
En avril 2003 ils ont été en promotion aux États-Unis pour Corazon de Hielo. 

En juin 2003 en Europe, ils ont effectué une tournée d'été de 43 concerts surtout en Italie, et en septembre 2003 ils ont été présents en direct sur la télévision italienne Rai Uno pour la cérémonie d'élection de Miss Italie. Ils ont aussi participé à d'autres émissions en Italie.
Depuis lors Clan 537 a fait du chemin, et dernièrement une de leurs chansons était présente sur une compilation de reggaeton espagnole "Habia una vez... la caperucita" : El disco de reggaeton 03 (sorti en automne 2006).